# Classification Winsor

Les 4 types de systèmes selon Winsor.

La classification Winsor est une manière de classer les systèmes de microémulsions en fonction des phases présentes.

## Origine
La typologie des systèmes eau/huile/tensioactif a été proposée en 1948 par P. A. Winsor, et depuis adoptée dans l'étude des émulsions. On note généralement « O » la phase organique (pour oil), et « W » la phase aqueuse (pour water). La notation « o/W », ou « huile dans l'eau », indique que la phase continue est la phase aqueuse, dans laquelle le tensioactif forme des micelles avec la phase organique dispersée. La notation « w/O », ou « eau dans l'huile », indique que la phase continue est la phase organique, dans laquelle le tensioactif forme des micelles avec la phase aqueuse. 

## Les différents types de systèmes
Le type Winsor I désigne un système biphasique, où une phase organique surnage sur une phase de type o/W où se trouve le tensioactif, très majoritairement dissous dans l'eau.
Le type Winsor II désigne un système biphasique, où une phase de type w/O, dans laquelle se trouve le tensioactif, surnage sur une phase aqueuse. Le tensioactif est très majoritairement dissous dans la phase organique.
Le type Winsor III désigne un système triphasique dans lequel une phase intermédiaire riche en tensioactif se forme entre les phases aqueuse et organique. Cette microémulsion est formée de feuillets de phase aqueuse et de phase organique intriqués, sans micelles ni phase continue prépondérante.
Le type Winsor IV, enfin, peut être considéré comme un Winsor III sans excès de phase aqueuse ni de phase organique : c'est un système monophasique constitué d'une microémulsion seule.

## Représentation en diagramme gamma

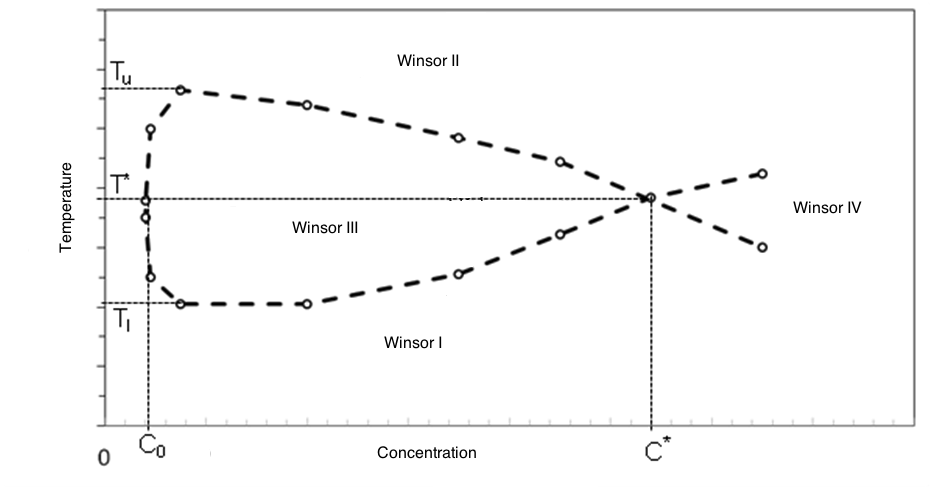
Un diagramme en gamma pour un système où l'huile et l'eau sont en proportions égales. Lorsque l'une des phases est majoritaire, le diagramme n'est pas symétrique.

Le diagramme en gamma, ou diagramme en poisson (nommé ainsi d'après sa forme), est une représentation du type de système Winsor pour un système eau/huile donné (nature des phases aqueuse et organique, mais aussi proportions) en fonction du pourcentage massique de tensioactif et de la température.